# إدغار بازل
إدغار بازل (بالألمانية: Edgar Basel)‏ (1 نوفمبر 1930 – 7 سبتمبر 1977) هو ملاكم ألماني راحل، مثّل بلاده في الألعاب الأولمبية الصيفية في دورتي 1952 و1956.

## روابط خارجية
إدغار بازل على موقع بوكس ريك (الإنجليزية) (registration required)
- إدغار بازل على موقع أوليمبيديا (الإنجليزية)